# Comté de Vestfold
Le comté de Vestfold (Vestfold fylke en norvégien) est un comté norvégien situé au sud du pays. Il est voisin des comtés de Buskerud et Telemark ainsi que Østfold (frontière maritime). Son centre administratif se situe à Tønsberg.
Il fusionna le 1er janvier 2020 avec le comté de Telemark pour former le comté Vestfold et Telemark, mais ce comté fut dissous le 1er janvier 2024 pour réétablir les comtés de Vestfold et de Telemark.

## Informations générales
Le Vestfold se trouve à l’ouest du Fjord d'Oslo — vest signifie d'ailleurs ouest en norvégien. Il comprend plusieurs villes norvégiennes petites mais célèbres, telles que Larvik, Sandefjord, Tønsberg et Horten. Le comté est traversé par le fleuve Numedalslågen, et le littoral est émaillé de nombreuses îles.
La famille de Harald Ier était originaire de cette région. Jusqu’à l’avènement de ce dernier, le Vestfold constituait un petit royaume indépendant. À partir du Xe siècle, les rois locaux purent s’imposer comme la première dynastie entamant l’unification de la Norvège.
La ville de Kaupang, dont la fondation remonte à l’ère viking, est considérée comme la ville la plus ancienne du pays.
Le Vestfold est connu pour ses activités maritimes. Autrefois des lieux de ralliement pour les chasseurs de baleines, les villes côtières du comté vivent maintenant de la pêche et de la construction de bateaux. Quelques forêts sont également exploitées, à l’intérieur des terres. On y trouve enfin parmi les meilleures terres cultivables du pays.

## Histoire
En janvier 1177, défaite des Birkebeiner à la bataille de Re (ru), dans le comté de Vestfold. Magnus V de Norvège élimine le prétendant au trône Eystein Eysteinsson.

## Municipalités
Le comté de Vestfold a connu une réduction importante du nombre de municipalités. En 1949, le comté comptait 19 municipalités rurales et sept municipalités urbaines. Il y avait 14 municipalités en 2016, mais leur nombre diminuera à 8 le 1er janvier 2020.
À compter du 1er janvier 2017, le nombre de municipalités dans le comté de Vestfold est passé de 14 à 12.
À compter du 1er janvier 2018, le nombre de municipalités dans le comté de Vestfold est passé de 12 à 9.
Le comté de Vestfold est subdivisé en neuf municipalités (kommuner) au niveau local :
| Code | Nom         | Habitants | Superficie (en km2) | District                    |
| ---- | ----------- | --------- | ------------------- | --------------------------- |
| 0701 | Horten      | 27 178    | 70,24               | Tønsberg                    |
| 0704 | Tønsberg    | 42 276    | 162,40              | Tønsberg                    |
| 0710 | Sandefjord  | 45 820    | 610,14              | Larvik / Sandefjord         |
| 0711 | Svelvik     | 6 604     | 57,66               | Drammensregionen            |
| 0712 | Larvik      | 43 867    | 812,66              | Larvik / Sandefjordregionen |
| 0713 | Sande       | 9 297     | 178,28              | Drammensregionen            |
| 0715 | Holmestrand | 10 741    | 86,08               | Tønsberg                    |
| 0716 | Re          | 9 361     | 224,64              | Tønsberg                    |
| 0729 | Færder      | 26 734    | 99,96               | Tønsberg                    |
| 07   | Vestfold    | 251 078   | 2 224,36            |                             |

## Personnalités
- Fredrikke Egeberg (1815-1861), pianiste et compositrice norvégienne, y est morte.
- Anne-Sofie Østvedt (1920-2009), résistante norvégienne est morte à Sande.

## Divers
William Wisting, personnage principal d'une série de romans policiers de Jørn Lier Horst, appartient à la police du comté de Vestfold.